# Phyllanthus lingulatus
Phyllanthus lingulatus är en emblikaväxtart som beskrevs av Lucien Beille. Phyllanthus lingulatus ingår i släktet Phyllanthus och familjen emblikaväxter. Inga underarter finns listade i Catalogue of Life.